# 湯瑪斯·卡弗利爾-史密斯
湯瑪斯（湯姆）·卡弗利爾-史密斯（英語：Thomas (Tom) Cavalier-Smith，FRS, FRSC；1942年10月21日—2021年3月19日）是英國牛津大學動物學系的演化生物学教授及NERC教授院士。他的研究使多種單細胞原生生物被發現，並使這些原生生物及其分類位置得以定義。例如：他引入色藻界這個界級分類單元的概念，以及其他諸如囊泡藻界（Chromalveolata）、後鞭毛界（Opisthokonta）、有孔蟲界（Rhizaria）與古虫界（Excavata）等六大界來區分真核生物的構想。這些卡弗利爾-史密斯依據晚近的演化關係研究，被統稱為卡弗利爾-史密斯的系統分類。

## 主要榮譽
- 1980年，倫敦林奈學會會员
- 1987年，皇家文藝學會會员
- 1997年，加拿大皇家學會院士
- 1998年，皇家学会院士
- 2004年，國際生物學獎（日语：国際生物学賞）
- 2007年，林奈奖章